# Кильмес (футбольный клуб)
«Ки́льмес» (полное название — исп. Quilmes Atlético Club) — аргентинский футбольный клуб из города Кильмес в провинции Буэнос-Айрес.

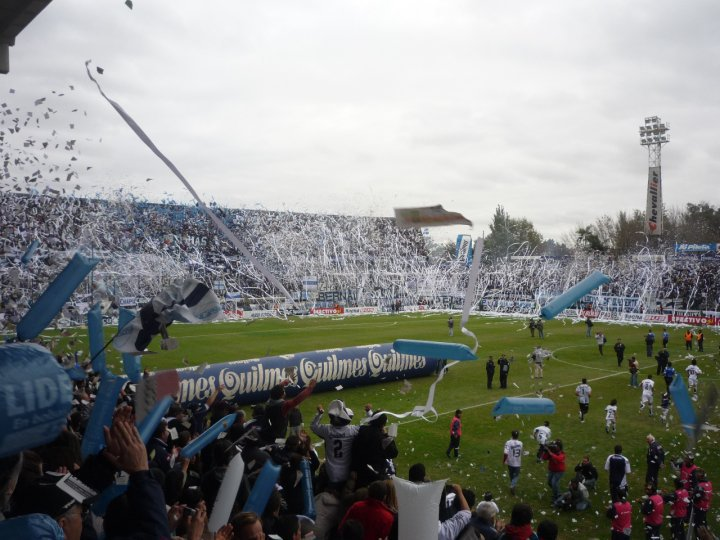

«Кильмес» — старейший футбольный клуб Аргентины, основанный в 1887 году. Клуб по одному разу выигрывал любительский и официальный профессиональный чемпионат Аргентины (1978 — Метрополитано).

## История
Клуб был основан в 1887 году англичанином Дж. Т. Стивенсом (J. T. Stevenson) под названием «Кильмес Роверс» (Quilmes Rovers Club). В 1900 году название поменялось и вплоть до 1950 года команда называлась «Кильмес Атлетик» (Quilmes Athletic Club).
Первый состав нового клуба полностью был британским:

Fothergil; Penman (капитан), Francis; Tuker, Wilson, Moffat; Lamont, Muir, Belaumont, Morgan, Cladewell.

В 1912 году клуб выиграл любительский чемпионат Аргентины. В 1950 году президент страны Хуан Перон постановил придать всем командам с английскими названиями испанскую форму, поэтому название клуба изменилось на современное — «Кильмес Атлетико Клуб» (Quilmes Atlético Club).
В 1978 году Кильмес завоевал свой самый значимый титул в истории, выиграв чемпионат Аргентины Метрополитано.
Кильмес имеет прозвище «Пивовары», поскольку команду спонсирует крупнейшая аргентинская пивовареная компания Cerveza Quilmes. Она же зачастую спонсирует и другие клубы, так, в 1990—2000-е годы гранды аргентинского футбола «Бока Хуниорс» и «Ривер Плейт» долгое время выступали с надписью «Quilmes» на футболках — именно благодаря спонсорству «Cerveza Quilmes».
В 1987 году клуб начал строительство новой арены, которая в результате получила имя нынешнего президента клуба Хосе Луиса Мейснера. Альтернативное название стадиона — «Сентенарио» (столетие), поскольку строительство началось в год столетия основания команды. Официально строительство завершилось в 1995 году, а в 1998 его вместимость была увеличена к нынешним показателям. Старая арена команды, «Гидо и Сармьенто», была снесена.
В 2012 году занял второе место в Примере B Насьональ, что в структуре лиг Аргентины соответствует второму по значимости дивизиону страны. Туда «Кильмес» попал после вылета из Примеры A по результатам сезона 2006/2007. Благодаря этому результату, «Кильмес» добился возвращения в элитный дивизион чемпионата Аргентины.
Помимо футбола в клубе культивируются другие виды спорта — теннис, баскетбол, волейбол. Но наибольших успехов добились женская и мужская команды по хоккею на траве. Женская команда — 17-кратный чемпион, а мужская — 13-кратный чемпион Аргентины по этому виду спорта. «Кильмес» обладает ультрасовременной ареной на 6.000 мест, специально предназначенной для соревнований по хоккею на траве.

## Достижения
- Чемпионы Аргентины (1): Метрополитано 1978
- Чемпионы Аргентины в любительскую эру (1): 1912
- Чемпионы Аргентины во Втором Дивизионе (5): 1949, 1961, 1975, 1986/87, 1990/91